# Nanuqsaurus
Nanuqsaurus este un gen extinct de dinozaur theropod carnivor de tip tyrannosaurid, care a trăit acum aproximativ 70 de milioane de ani, în Cretacicul târziu.
Nanuqsaurus hoglundi este singura specie cunoscut, fiind descrisă în 2014 de către Anthony R. Fiorillo și Ronald S. Tykoski. Fosilele au fost descoperite în anul 2006 în formațiunea geologică Prince Creek.
Denumirea Nanuqsaurus hoglundi a fost formată din cuvântul „nanuq”, urs polar în limba populației indigene din Alaska, „sauros” („șopârlă” în greacă) și hoglundi, în onoarea filantropului Forrest Hoglund.